# アーティチョーク、花、ガラス器のある静物
『アーティチョーク、花、ガラス器のある静物』（アーティチョーク、はな、ガラスきのあるせいぶつ、西: Bodegón con alcachofas, flores y recipientes de vidrio, 英: Still Life with Artichokes, Flowers and Glass Vessels）は、17世紀スペイン・バロック期の画家フアン・バン・デル・アメンが1627年にキャンバス上に油彩で描いた静物画である。かつて、17世紀スペインの著名な美術収集家であったディエゴ・フェリペ・デ・グスマン (初代レガネース侯爵) (1580-1655年) のコレクションにあった作品で、2006年にロセンド・ナセイロ氏から購入されて以来、マドリードのプラド美術館に所蔵されている。

## 作品

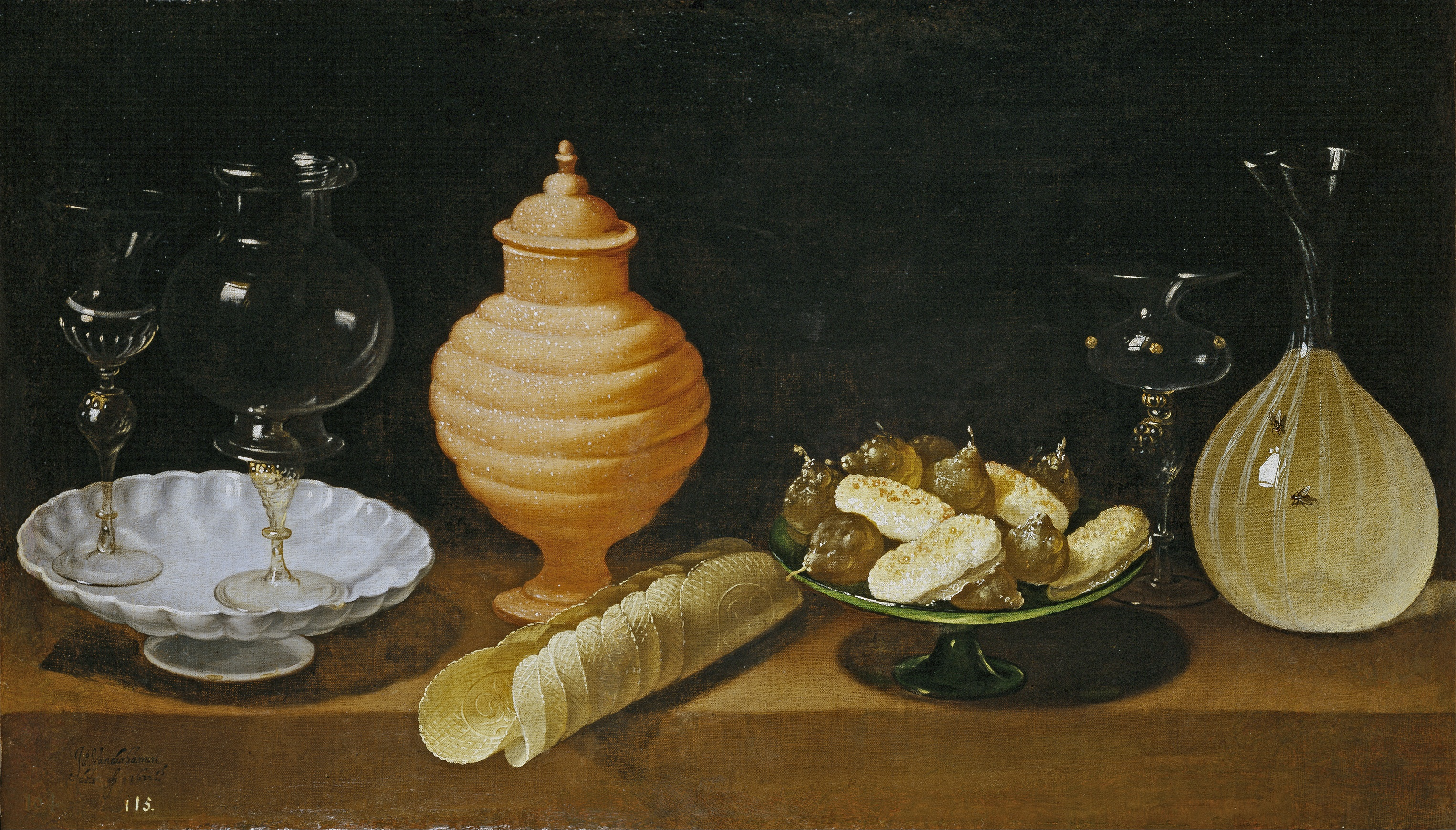
フアン・バン・デル・アメン『菓子とガラス器のある静物』 (1622年) プラド美術館、マドリード

本作は、バン・デル・アメン初期のシンプルな構図から後期の複雑な構図へのターニングポイントとなるもので、描写、構図ともにバランスがよく、画家の傑作として知られている。
本作の中心的主題である花の入った大きなガラス瓶は、画面上部右端にあるピンクのバラの入った小さなガラス瓶に伴われている。大きな瓶は2本のアーティチョークとその葉の上に立っているが、花の美しさはその下の地味な緑色のアーティチョークと対比され、際立っている。そして、花により表される視覚と嗅覚が、アーティチョークにより表される味覚と対置されている。バン・デル・アメンは、アーティチョークの葉も花同様に細部まで細心の注意を払って描いている。
バン・デル・アメンの静物画で最もよく知られていたのは、本作に見られるような高価なガラス器の描写である。これらガラス器に加え、輸入された陶磁器がバン・デル・アメンの教養ある顧客たちに愛好されたのである。画家は、ガラス瓶に透けて見える花の茎と葉、そしてガラス瓶の表面に映る工房 (室内) の窓、水を通過する光を正確に表現しているように見える。画家の署名のすぐ上に置かれている、画面下部右側の緑色のガラス器もまた、透明で反射するガラスを描く画家の名人芸となっている。本作で、彼は自身のほかの静物画よりも投げかけられた影を描くことに関心を持っているようで、それらの影は魅惑的な抽象性を獲得している。

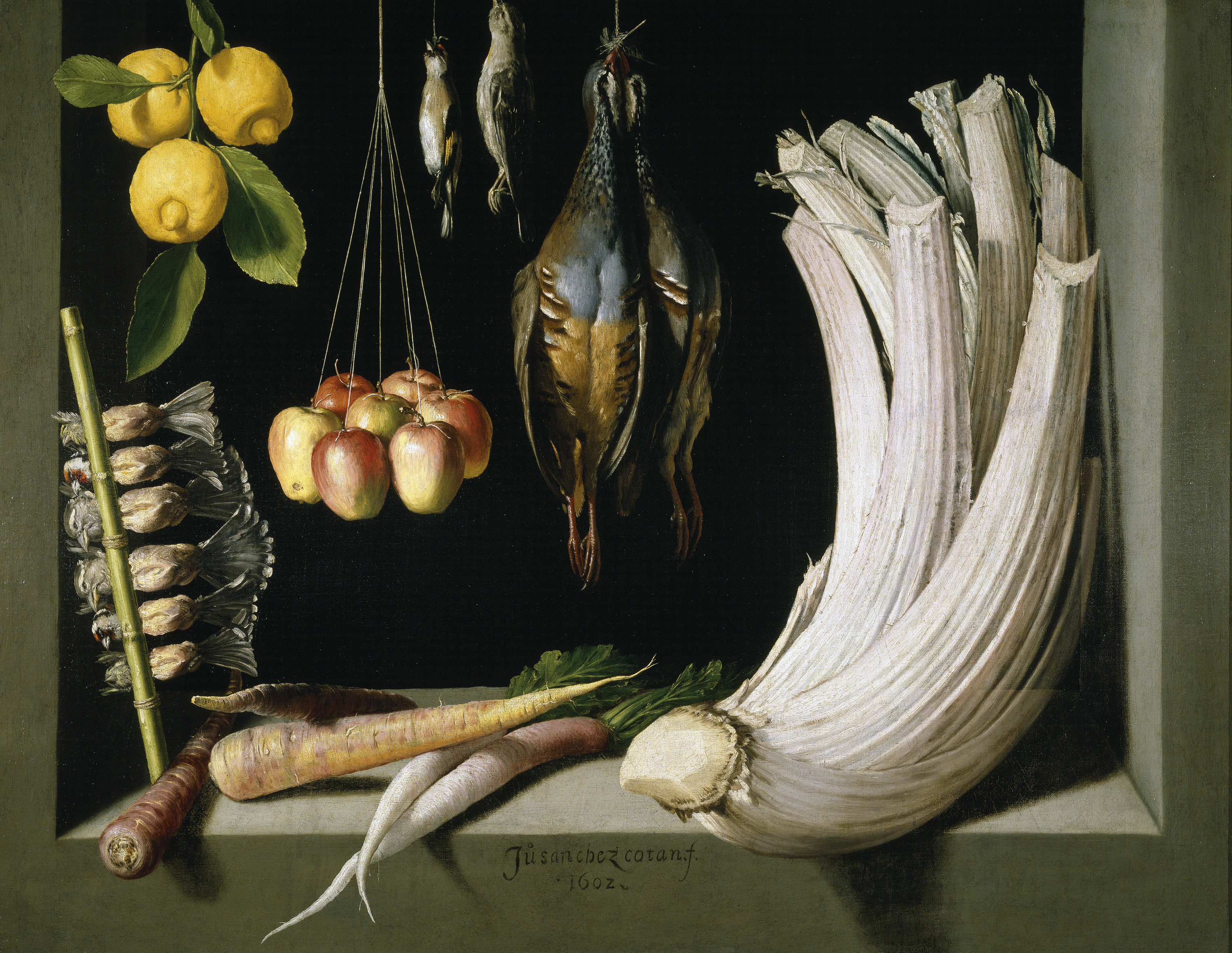
フアン・サンチェス・コターン『狩猟の獲物、野菜と果物のある静物』 (1602年) プラド美術館、マドリード

画面のモティーフは直接写生されたかのような印象が強いため、鑑賞者はそれらがバン・デル・アメンの前に画面のように配置されていたはずはないことに思い当たらない。描かれているモティーフは階段状の石の棚に配置され、低い棚が前景に付けられているが、そうした複雑な構図は画家が画業後期の1626年ごろから発展させたものである。こうした棚は古代ローマ美術でも用いられたもので、バン・デル・アメンがフアン・サンチェス・コターン (1560-1627年) の静物画から継承した窓枠の構図よりも興味深い構図を生み出す、より大きな可能性を与えた。画家は、異なる高さと奥行きに配置されたモティーフの複雑で、左右非対称の関連性を創造することができたのである。とはいえ、こうした石の棚が実在したとは思えない。実際には、画家はそれぞれのモティーフを個別に平面的に描いたようである。
石棚の表面の質感や細部は描かれていない。薄い灰色の色調で塗られているだけであり、小さな凹みがわずかにサクランボの皿の左下にある垂直な角に見えるに過ぎない。石の表面はバン・デル・アメンの作品の舞台に留まるもので、焦点はモティーフの素晴らしい自然主義的描写に置かれている。コターンの作品と比べると、背景の闇はややソフトになり、花を中心的モティーフにしていることで全体的な雰囲気は和らいでいるが、個々のモティーフを細部まで再現する描写技法はコターンと同じである。